# فيلهلم أمير هسن-كاسل
فيلهلم أمير هسن-كاسل (24 ديسمبر 1787 - 5 سبتمبر 1867)؛ كان الابن الأول لأمير فريدرش من هسن-كاسل وكارولين من ناساو أوزينغن، لقد كان لاندغراف هسن-كاسل-رومبنهايم، ولسنوات عديدة كان الوريث المفترض لعرش هسن-كاسل.
ولد في عشية عيد الميلاد 1787، باعتباره ابن البكر لوالديه، يعتبر والده الابن الأصغر لـ فريدرش الثاني لاندغراف هسن-كاسل والأميرة ماري ابنة جورج الثاني ملك بريطانيا العظمى، مثل أعمامه فيلهلم وكارل عاش الأمير معظم حياته في الدنمارك وخاصة بعد زواجه في 10 نوفمبر 1810 من الأميرة شارلوت ابنة الأميرة فريدريك، وشغل عدة مناصب في الجيش الدنماركي، وأصبح الحاكم العسكري لكوبنهاغن منذ عام 1834 حتى عام 1848، اهتم الأمير فيلهلم بشدة بشؤون الدولة الدنماركية وقضايا الخلافة خلال أربعينيات القرن التاسع عشر، كان هو وزوجته الأميرة شارلوت من بين الشخصيات البارزة في الدنمارك، خاصة بعد أن صعود صهره كريستيان الثامن إلى عرش البلاد في عام 1839، كان معروفًا بمحافظته المتطرفة، وأيضًا بكرم ضيافته وصدقه وولائه وكرمه.
توفي عام 1867 في كوبنهاغن، بعد عام من ضم هسن-كاسل إلى بروسيا، تم دفنه في قلعة رومبنهايم، لاحقاً في 1875 سيصبح ابنه فريدرش فيلهلم خليفة ناخبو هسن بعد انقراض الفروع الكبار، ومنذ 1968 أصبح أحد أحفاده من الأجيال اللاحقة أيضا رئيس أسرة هسن بعد انقراض نسل ذكوري من فرع هسن-دارمشتات.
ومن خلال ابنته لويز هو سليل العائلات الحاكمة في الدنمارك واليونان والنرويج والمملكة المتحدة وإسبانيا وبلجيكا ولوكسمبورغ.